# Police maritime (série télévisée)
Pour les articles homonymes, voir Police maritime.
Police maritime (Gente di mare) est une série télévisée italienne en 51 épisodes de 52 minutes créée par Paolo Calissano et Mauro Graiani, diffusée entre le 4 décembre 2005 et le 20 novembre 2007 sur Rai 1.
En France, la série a été diffusée à partir du 30 janvier 2007 sur Fox Life France.

## Distribution
- Lorenzo Crespi (VF : Boris Rehlinger) : Angelo Sammarco
- Vanessa Gravina (VF : Juliette Degenne) : Margherita Scanò
- Patrizio Rispo : Giacomo Onorato
- Mirco Petrini : Salvatore Terrasini
- Fabio Fulco : Davide Ruggeri
- Frank Crudele (VF : Gérard Surugue) : Pietro Melluso
- Antonio Milo (VF : Jean-François Aupied) : Sante Lo Foco
- Giada Desideri (VF : Sybille Tureau) : Elena Dapporto
- Myriam Catania : Gloria Lo Bianco
- Alessandro Lucente : Paolo Zannoni
- Davide Ricci : Luca Rebecchi
- Chiara Francini : Marzia Meniconi
- Cosimo Cinieri : Luigi Cordari
- Eros Pagni : Carmine Amitrano
- Rosa Pianeta : Viviana Amitrano
- Tiziana Lodato : Sofia Amitrano
- Giuseppe Zeno : Toni Amitrano
- Claudia Ruffo : Sara Polimenti
- Angelo Infanti : Franco Leonetti
- Francesca Chillemi : Verna Leonetti
- Domenico Fortunato (VF : José Luccioni) : Mario Zannoni
- Massimo De Lorenzo : Vincenzo Culicchia
- Francesco Siciliano (VF : Pascal Germain) : Giorgio Bonanni
- Gilberto Idonea : Tommaso Nicotra
- Valentina Sperlì : Anna Licurgo
- Liliana Mele : Amina
- Marcello Modugno : Gretteri
- Rosa Ferraiolo : Costanza Melluso
- Eva Deidda (VF : Marie Zidi) : Marina Cataldo
- Francesco Paolo Torre : La Torre

## Épisodes

### Première saison (2005-2006)
1. La femme sans nom (Una donna senza nome)
2. La crique du diable (La secca del drago)
3. Kidnappeur malgré lui (Nel covo dei pirati)
4. Naissance clandestine (Benvenuto Jamil)
5. La communion (L'ultima spiaggia)
6. Peur en haute mer (Paura in alto mare)
7. Casting dangereux (Il lampo della vita)
8. Retour au port (Principessa)
9. Naufragée (Il coraggio di un figlio)
10. Plongée en apnée (Sfida in apnea)
11. Compétition truquée (L'ultima corsa)
12. Pour l'amour d'un fils (Per amore di un figlio)
13. Trafic d'antiquités (Un sogno in fondo al mare)
14. Un dimanche de chien (Una domenica da cani)
15. Martina et le dauphin (Martina e il delfino)
16. Orgueil et préjugé (Soraya)
17. Un lourd secret (Segreti)
18. L'enfant et la mouette (La casa dei gabbiani)
19. Traquenard (Con le spalle al muro)
20. Le temps du déshonneur (La divisa strappata)
21. Le bateau fantôme (Scomparso in mare)
22. Excursion (Gita di classe)
23. États d'âme (Il vecchio e il mare)
24. L'embuscade (Il cerchio si stringe)
25. Sous pression (Furore)
26. Explosion finale (La resa dei conti)

### Deuxième saison (2007)
1. titre français inconnu (Poseidon)
2. titre français inconnu (Una vita da salvare)
3. titre français inconnu (La moneta del diavolo)
4. titre français inconnu (Lo smemorato)
5. titre français inconnu (Un piatto freddo, anzi gelido)
6. titre français inconnu (Il cibo degli dei)
7. titre français inconnu (Un cuore spezzato)
8. titre français inconnu (Evasi)
9. titre français inconnu (L'uomo che sapeva troppo)
10. titre français inconnu (Partita di pesca)
11. titre français inconnu (Un colpo di carambola)
12. titre français inconnu (Il coraggio della verità)
13. titre français inconnu (Alla ricerca della verità)
14. titre français inconnu (Lo spettro del passato)
15. titre français inconnu (Roulette russa)
16. titre français inconnu (L'asta del pesce)
17. titre français inconnu (Una scelta di vita)
18. titre français inconnu (Fuga dall'incubo)
19. titre français inconnu (Sul filo della speranza)
20. titre français inconnu (La morte può attendere)
21. titre français inconnu (In trappola)
22. titre français inconnu (Come Hansel e Gretel)
23. titre français inconnu (Spietati)
24. titre français inconnu (La caccia)
25. titre français inconnu (L'ora delle verità)